# Offensiva Nivelle
L'offensiva Nivelle fu un attacco francese avvenuto nel 1917 sul fronte occidentale durante la prima guerra mondiale. Nonostante fosse stato pianificato di far terminare, attraverso questo attacco, la guerra entro 48 ore e con perdite che si sarebbero assestate attorno alle 10 000 unità, questa offensiva non riuscì a raggiungere nessuno di questi due obbiettivi. L'elevato numero di perdite che fu registrato causò, tra l'altro, una vasta diserzione tra le file dell'esercito francese e portò a un cambio ai vertici dello Stato Maggiore.

## Antefatti
Quando Robert Nivelle prese il posto di Joseph Joffre in qualità di comandante in capo delle truppe francesi nel dicembre del 1916, dopo le sanguinose battaglie di Verdun e della Somme, sostenne che un grande assalto alle linee tedesche avrebbe portato la Francia a vincere la guerra in 48 ore. Il piano fu messo in azione il 16 aprile 1917, dopo aver ottenuto il benestare del primo ministro Alexandre Ribot e nonostante tutti gli altri alti ufficiali dello Stato Maggiore avessero espresso la loro forte disapprovazione verso questa operazione.
L'offensiva di Nivelle fu condotta su larga scala, coinvolgendo 1,2 milioni di soldati e 7 000 pezzi di artiglieria, su un fronte che andava da Roye a Reims. L'operazione principale sarebbe stata un grande assalto condotto contro le postazioni tedesche lungo il crinale dello Chemin des Dames nella seconda battaglia dell'Aisne, unendosi poi alle altre forze degli Alleati. Fin dall'inizio, il piano, che era stato studiato dal dicembre del 1916, fu afflitto da ritardi sulla tabella di marcia e dalla mancanza di informazioni. Quando alla fine esso fu messo in atto nell'aprile del 1917, i Tedeschi ne erano ormai a conoscenza ed avevano preso le adeguate misure difensive.

## Le tre fasi
L'offensiva fu pianificata suddividendola in tre grandi fasi.
La prima fase sarebbe stata incentrata su un attacco preliminare condotto dalla 1ª, dalla 2ª e dalla 5ª armata contro Arras.
La seconda fase invece aveva come obbiettivo la conquista del crinale dello Chemin des Dames.
Infine, la terza fase prevedeva che le truppe inglesi, dei Dominion e francesi si riunissero dopo aver sfondato le linee tedesche. Ciò non accadde.

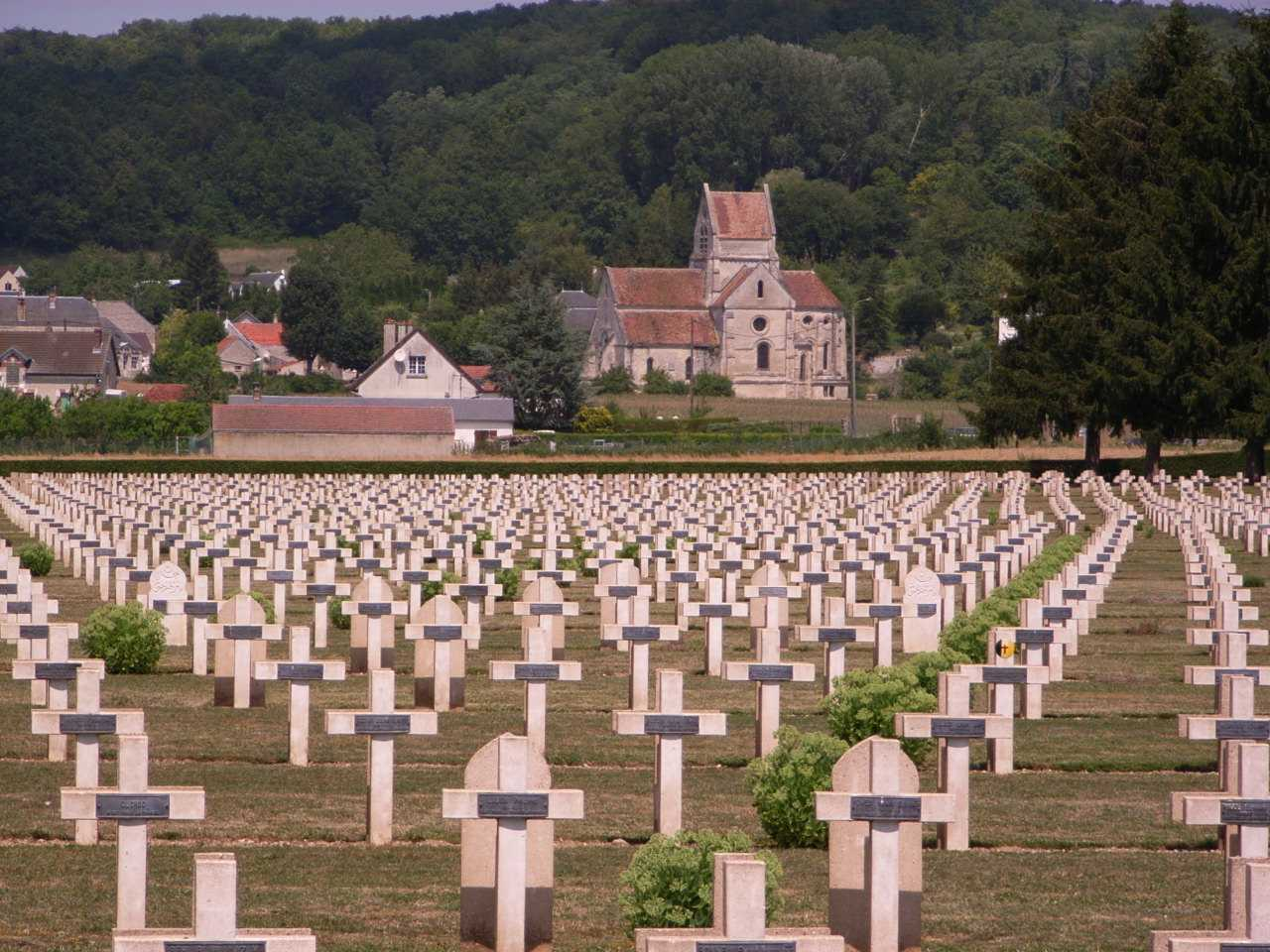
Il "Cimetière militaire nationale de Soupir" vicino allo Chemin des Dames. Le tombe appartengono a soldati francesi, le pietre tombali bianche con l'incisione in arabo appartengono ai soldati delle colonie africane francesi.

## La battaglia
L'offensiva partì con un grande bombardamento di artiglieria. Seguendo il bombardamento, la fanteria e i carri armati francesi avanzarono contro le difese tedesche. La fanteria, non protetta, soffrì perdite elevate e i carri furono in gran parte distrutti prima di sortire qualunque tipo di effetto. La fanteria francese riuscì, alla fine, a sopraffare la prima linea di trincea, ma fu bloccata successivamente sul campo aperto da un intenso fuoco delle nuove mitragliatrici MG 08, presenti in gran numero.
Nonostante le numerose perdite, furono fatti alcuni avanzamenti, principalmente dalle divisioni guidate dal generale Charles Mangin. Tuttavia, l'offensiva fu ridimensionata nelle due settimane successive. I progressi furono lenti: al 5 maggio, erano stati catturati solo quattro chilometri delle linee difensive tedesche. Un assalto lanciato il 5 maggio fu annullato dopo quattro giorni di combattimenti inconclusivi, causando così il disordinato abbandono dell'azione offensiva.

## Conseguenze
L'offensiva si risolse con un guadagno molto piccolo in termini di terreno. I Francesi ammisero di aver avuto 96 000 perdite, ma probabilmente la cifra esatta fu molto superiore (il doppio forse): già nei primi 5 giorni di battaglia furono persi 120 000 uomini. La maggior parte dei nuovi carri francesi Schneider CA1 fu distrutta dal fuoco dell'artiglieria nemica. I Tedeschi ammisero la perdita di 163 000 uomini, ma quasi sicuramente questo numero includeva anche i 20 780 prigionieri catturati dai Francesi. Nel frattempo, anche le forze inglesi e russe, nel tentativo di unirsi a quelle francesi, avevano contato perdite molto elevate, 160 000 per gli Inglesi e 5 183 per i Russi. Il 15 maggio, sei giorni dopo la fine della battaglia, Nivelle fu sollevato dal suo incarico, ponendo fine alla sua carriera.
I Francesi avevano contato di perdere 10 000 uomini e, alla fine dell'offensiva, le strutture mediche francesi erano al collasso. Le grosse perdite provocarono numerosi episodi di ammutinamento. Addirittura, mentre l'offensiva stava rallentando, la 2ª divisione francese arrivò sul campo di battaglia con gli uomini ubriachi e privi delle loro armi.